# Società Polisportiva Ars et Labor 1954-1955
Questa voce raccoglie le informazioni riguardanti la Società Polisportiva Ars et Labor  nelle competizioni ufficiali della stagione 1954-1955.

## Stagione
Dopo cinque anni ricchi di soddisfazioni si chiude l'esperienza di Antonio Janni sulla panchina biancoazzurra. Al suo posto viene chiamato Bruno Biagini, che non riuscirà però a infondere nella squadra quella grinta e determinazione necessarie per centrare il quarto miracolo, quello di una nuova salvezza della massima categoria. Paolo Mazza perfeziona il suo ennesimo capolavoro di mercato, cedendo Giorgio Bernardin all'Inter per 40 milioni. Il mercato vede anche le cessioni di Ekner e Bülent, gli arrivi di Piero Persico in porta e di Ero Rossi e Pietro Broccini in attacco. 
La squadra non ingrana e veleggia tutta la stagione in fondo alla classifica: nemmeno i rinforzi di Edoardo Dal Pos e dell'argentino José Montagnoli cambiano la situazione. In stagione arrivano solo cinque vittorie, la più brillante delle quali il 13 febbraio, quando la SPAL batte 2-0 l'Inter campione d'Italia. A stagione conclusa con la retrocessione spallina, l'ufficio indagini della FIGC processa e condanna per illecito sportivo Udinese e Catania, mandandole d'ufficio in Serie B e ripescando nella massima serie SPAL e Pro Patria da poco retrocesse sul campo.

## Rosa
| N. |                   | Ruolo | Calciatore           |
| -- | ----------------- | ----- | -------------------- |
|    | Italia (bandiera) | P     | Piero Persico        |
|    | Italia (bandiera) | P     | Renato Bertocchi     |
|    | Italia (bandiera) | D     | Aulo Gelio Lucchi    |
|    | Italia (bandiera) | D     | Adilio Pugliese      |
|    | Italia (bandiera) | D     | Benito Boldi         |
|    | Italia (bandiera) | C     | Giovanni Ferraro     |
|    | Italia (bandiera) | C     | Sergio Morin         |
|    | Italia (bandiera) | C     | Edoardo Dal Pos      |
|    | Italia (bandiera) | C     | Antonio Mion         |
|    | Italia (bandiera) | C     | Guglielmo Costantini |
|    | Italia (bandiera) | C     | Franco Russi         |
|    | Italia (bandiera) | C     | Onorio Busnelli      |

| N. |                      | Ruolo | Calciatore          |
| -- | -------------------- | ----- | ------------------- |
|    | Italia (bandiera)    | A     | Rinaldo Olivieri    |
|    | Italia (bandiera)    | A     | Pietro Broccini     |
|    | Italia (bandiera)    | A     | Ero Rossi           |
|    | Argentina (bandiera) | A     | José Montagnoli     |
|    | Italia (bandiera)    | A     | Carlo Fontanesi     |
|    | Italia (bandiera)    | A     | Alfredo Genovesio   |
|    | Italia (bandiera)    | A     | Giuseppe Bortolotti |
|    | Italia (bandiera)    | A     | Gerardo Bernard     |
|    | Italia (bandiera)    | A     | Giovanni Marin      |
|    | Italia (bandiera)    | A     | Domenico De Vito    |
|    | Italia (bandiera)    | A     | Gianni Fermi        |

## Risultati

### Serie A

#### Girone di andata
| Ferrara 19 settembre 1954 1ª giornata | SPAL            | 0 – 0 | Atalanta | Stadio Comunale\| Arbitro: \| Maurelli (Roma) \| |
| Arbitro:                              | Maurelli (Roma) |       |          |                                                  |

| Arbitro: | Scaramella (Roma) |

|                   |           |  |
| Armano 43’ (rig.) | Marcatori |  |

| Arbitro: | Lo Bello (Siracusa) |

|             |           |           |
| Firotto 43’ | Marcatori | 53’ Marin |

| Arbitro: | Marchese (Napoli) |

|                            |           |             |
| Bernard 18’ Montagnoli 60’ | Marcatori | 15’ Marzani |

| Arbitro: | Piemonte (Monfalcone) |

|           |           |  |
| Bacci 66’ | Marcatori |  |

| Arbitro: | Liverani (Torino) |

|              |           |                                   |
| Olivieri 25’ | Marcatori | 34’ Virgili 36’ Gren 62’ Bizzarri |

| Arbitro: | Arpaia (Roma) |

|              |           |                 |
| Olivieri 15’ | Marcatori | 80’ Settembrino |

| Arbitro: | Valsecchi (Milano) |

|                                     |           |  |
| Perissinotto 10’ Selmosson 67’, 86’ | Marcatori |  |

| Arbitro: | Pieri (Trieste) |

|              |           |            |
| Olivieri 85’ | Marcatori | 32’ Amadei |

| Arbitro: | Corallo (Lecce) |

|           |           |                               |
| Rossi 12’ | Marcatori | 16’ Ghiandi 22’, 82’ Cattaneo |

| Arbitro: | Bonetto (Torino) |

|                                    |           |  |
| Ballacci 57’ (rig.) Cervellati 82’ | Marcatori |  |

| Arbitro: | Liverani (Torino) |

|                    |           |  |
| Baldini 10’ (rig.) | Marcatori |  |

| Ferrara 26 dicembre 1954 13ª giornata | SPAL             | 0 – 0 | Juventus | Stadio Comunale\| Arbitro: \| Jonni (Macerata) \| |
| Arbitro:                              | Jonni (Macerata) |       |          |                                                   |

| Arbitro: | Liverani (Torino) |

|                          |           |                        |
| Broccini 24’, 88’ (rig.) | Marcatori | 53’ Löfgren 85’ Burini |

| Arbitro: | Coppa (Mariano Comense) |

|               |           |              |
| Lucentini 56’ | Marcatori | 54’ Broccini |

| Ferrara 23 gennaio 1955 16ª giornata | SPAL                  | 0 – 0 | Milan | Stadio Comunale\| Arbitro: \| Piemonte (Monfalcone) \| |
| Arbitro:                             | Piemonte (Monfalcone) |       |       |                                                        |

| Arbitro: | Rigato (Mestre) |

|             |           |  |
| Ghiggia 41’ | Marcatori |  |

#### Girone di ritorno
| Bergamo 6 febbraio 1955 18ª giornata | Atalanta          | 0 – 0 | SPAL | Stadio Comunale\| Arbitro: \| Liverani (Torino) \| |
| Arbitro:                             | Liverani (Torino) |       |      |                                                    |

| Arbitro: | Jonni (Macerata) |

|                        |           |  |
| Olivieri 63’ Morin 83’ | Marcatori |  |

| Arbitro: | Rigato (Mestre) |

|           |           |  |
| Rossi 76’ | Marcatori |  |

| Arbitro: | Jonni (Macerata) |

|                        |           |  |
| Renica 78’ Marzani 82’ | Marcatori |  |

| Arbitro: | Piemonte (Monfalcone) |

|                     |           |                    |
| Broccini 12’ (rig.) | Marcatori | 54’ (aut.) Dal Pos |

| Arbitro: | Liverani (Torino) |

|            |           |  |
| Buzzin 88’ | Marcatori |  |

| Arbitro: | Piemonte (Monfalcone) |

|           |           |              |
| Toros 69’ | Marcatori | 40’ Broccini |

| Arbitro: | Orlandini (Roma) |

|           |           |                                                      |
| Rossi 90’ | Marcatori | 49’ Selmosson 58’ Castaldo 70’ Bettini 76’ La Forgia |

| Arbitro: | Bonetto (Torino) |

|                       |           |           |
| Jeppson 4’ Vinyei 21’ | Marcatori | 49’ Rossi |

| Arbitro: | Pieri (Trieste) |

|             |           |  |
| Ghiandi 20’ | Marcatori |  |

| Arbitro: | Jonni (Macerata) |

|          |           |                  |
| Mion 35’ | Marcatori | 12’ Valentinuzzi |

| Arbitro: | Rigato (Mestre) |

|                       |           |  |
| Rossi 7’ Olivieri 29’ | Marcatori |  |

| Arbitro: | Orlandini (Roma) |

|                              |           |              |
| Manente 22’, 79’ Colombo 25’ | Marcatori | 60’ Olivieri |

| Roma 15 maggio 1955 31ª giornata | Lazio                   | 0 – 0 | SPAL | Stadio della Liberazione\| Arbitro: \| Coppa (Mariano Comense) \| |
| Arbitro:                         | Coppa (Mariano Comense) |       |      |                                                                   |

| Arbitro: | Liverani (Torino) |

|               |           |  |
| Genovesio 11’ | Marcatori |  |

| Arbitro: | Bonetto (Torino) |

|                                                            |           |  |
| Nordahl 41’, 58’, 74’, 84’ Sørensen 45’ (rig.) Ricagni 88’ | Marcatori |  |

| Arbitro: | Piemonte (Monfalcone) |

|                                   |           |                                                           |
| Genovesio 55’ Olivieri 57’ (rig.) | Marcatori | 2’ (aut.) Boldi 6’ Cavazzuti 47’ (rig.) Nyers 84’ Ghiggia |

## Statistiche

### Statistiche di squadra
| Competizione | Punti | In casa | In casa | In casa | In casa | In casa | In casa | In trasferta | In trasferta | In trasferta | In trasferta | In trasferta | In trasferta | Totale | Totale | Totale | Totale | Totale | Totale | DR  |
| Competizione | Punti | G       | V       | N       | P       | Gf      | Gs      | G            | V            | N            | P            | Gf           | Gs           | G      | V      | N      | P      | Gf     | Gs     | DR  |
| ------------ | ----- | ------- | ------- | ------- | ------- | ------- | ------- | ------------ | ------------ | ------------ | ------------ | ------------ | ------------ | ------ | ------ | ------ | ------ | ------ | ------ | --- |
| Serie A      | 23    | 17      | 5       | 8       | 4       | 19      | 22      | 17           | 0            | 5            | 12           | 5            | 27           | 34     | 5      | 13     | 16     | 24     | 49     | -25 |

### Statistiche dei giocatori
| Giocatore         | Serie A  | Serie A |
| Giocatore         | Presenze | Reti    |
| ----------------- | -------- | ------- |
| G. Bernard        | 7        | 1       |
| R. Bertocchi      | 9        | -14     |
| B. Boldi (II)     | 11       | 0       |
| G. Bortolotti     | 7        | 0       |
| P. Broccini       | 28       | 5       |
| O. Busnelli       | 9        | 0       |
| G. Costantini     | 14       | 0       |
| E. Dal Pos        | 22       | 0       |
| D. De Vito        | 6        | 0       |
| G. Fermi          | 2        | 0       |
| G. Ferraro        | 34       | 0       |
| C. Fontanesi (II) | 9        | 0       |
| A. Genovesio      | 7        | 2       |
| A. Lucchi         | 28       | 0       |
| G. Marin          | 6        | 1       |
| A. Mion           | 20       | 1       |
| J. Montagnoli     | 11       | 1       |
| S. Morin          | 31       | 1       |
| R. Olivieri       | 34       | 7       |
| P. Persico        | 25       | -35     |
| A. Pugliese       | 24       | 0       |
| E. Rossi          | 20       | 5       |
| F. Russi          | 10       | 0       |